# Winnett
Winnett è una città degli Stati Uniti d'America situata nel Montana, nella Contea di Petroleum, della quale è anche il capoluogo.